# Chlorophorus curvatofasciatus
Chlorophorus curvatofasciatus är en skalbaggsart som beskrevs av Aurivillius 1922. Chlorophorus curvatofasciatus ingår i släktet Chlorophorus och familjen långhorningar.
Artens utbredningsområde är Taiwan. Inga underarter finns listade i Catalogue of Life.